# Planinka Kuršumlija
Planinka Kuršumlija (code BELEX : PLNN) est une entreprise serbe qui a son siège social à Kuršumlija. Elle travaille principalement dans le domaine de l'industrie touristique. Elle entre dans la composition du BELEXline, l'un des indices principaux de la Bourse de Belgrade.

## Histoire

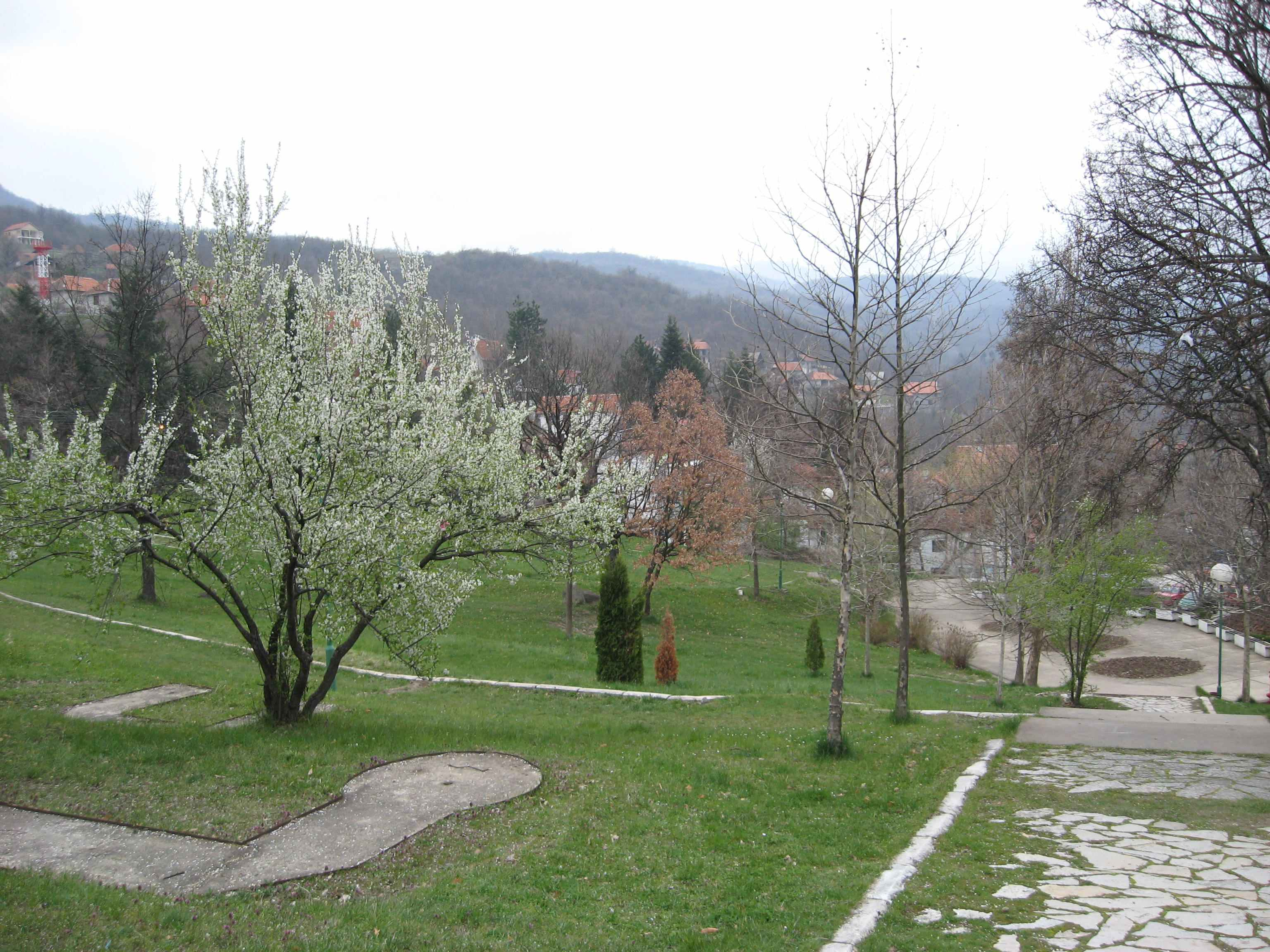
Le parc de l'hôtel Radan à Prolom Banja

Planinka Kuršumlija a été fondée le 9 janvier 1964. La société a été admise sur le marché non réglementé de la Bourse de Belgrade le 10 mai 2007.

## Activités
Planinka Kuršumlija opère dans les stations thermales de Prolom Banja et de Lukovska Banja, toutes deux situées dans la municipalité de Kuršumlija. Ses activités incluent l'hôtel Radan, un trois étoiles de 212 chambres, à Prolom, ainsi que les hôtels Kopaonik (51 chambres), construit en 2000, et Jelak (84 chambres), construit en 2009, à Lukovska Banja.
Parmi ses autres activités, on peut citer l'embouteillage d'une eau minérale vendue sous le nom de Prolom voda, « l'eau de Prolom », issue d'une source située sur le mont Radan.
Depuis 1995, Planinka Kuršumlija gère le monument naturel géologique de la Đavolja varoš (« la ville du Diable »),, près du village de Đake.

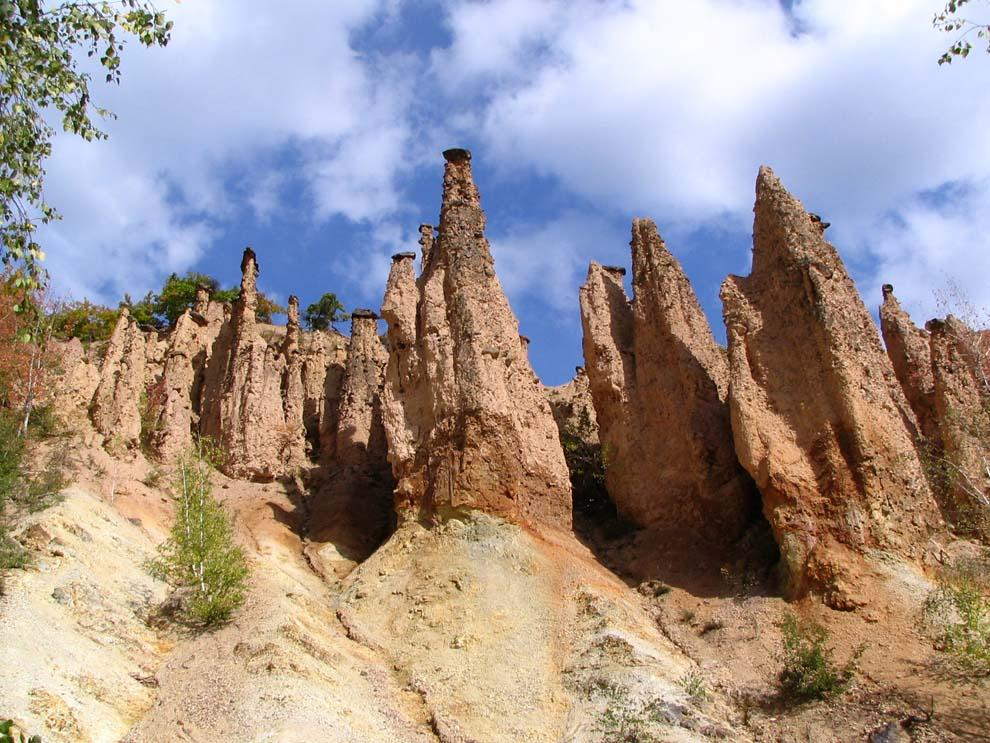
Le monument naturel de la Đavolja varoš

## Données boursières
Le 11 juin 2014, l'action de Planinka Kuršumlija valait 21 690 RSD (187,93 EUR). Elle a connu son cours le plus élevé, soit 49 800 RSD (431,48 EUR), le 23 mai 2007 et son cours le plus bas, soit 5 500 RSD (47,65 EUR), le 16 septembre 2003.
Le capital de Planinka Kuršumlija est détenu à hauteur de 50,73 % par des personnes physiques et 48,17 % par des entités juridiques, dont 20,34 % par Prolomplast d.o.o. et 14,57 % par Lukovodrvo d.o.o..